# Czoczek
Czoczek (sr. čoček, bg. κюучeκ, mk. чoчeκ) – taniec ludowy, który pojawił się na półwyspie bałkańskim w XIX wieku. Czoczek możemy rozumieć jako „cygańska trąbka”.
Czoczek stworzony został przez Turków z imperium osmańskiego, zajmującego wówczas tereny dzisiejszej Serbii, Bułgarii, Macedonii, Rumunii oraz Bośni i Hercegowiny. Obecność tego tańca ludowego w tak wielu bałkańskich krajach było przyczyną różnej interpretacji i stylizacji muzycznej, jakiej został poddany czoczek, głównie przez mniejszości romskie. Dawniej grywany głównie na wiejskich weselach i zabawach. Szczególnie kultywowany na terenach Kosowa, południowej Serbii i Republiki Macedonii.
Od strony muzycznej czoczek to szybki utwór o dość niecodziennym metrum. Grany jest bowiem w metrum 9/8 w dwóch różnych formach podziału rytmu 2-2-2-3 lub 2-2-3-2 (Ten drugi rodzaj rytmu nazywany jest często „cygańską 9”). Muzycy romscy, zamieszkujący na terenach byłej Jugosławii, rozszerzyli zakres metrum czoczka o wariacje w tradycyjnym 4/4 oraz o metrum 7/8.
Początkowo czoczek tańczony był jako taniec brzucha. Obecnie czoczek tańczony jest do ogromnej liczby melodii.